# Калиновщина (Тернопольская область)
Калиновщина (укр. Калинівщина) — село в Белобожницкой сельской общине Чортковского района Тернопольской области Украины.
Население по переписи 2001 года составляло 470 человек. Почтовый индекс — 48530. Телефонный код — 3552.